# Zhou Guangzhao
Acesta este un nume chinezesc; numele de familie este Zhou.
Zhou Guangzhao (n. 15 mai 1929, Changsha, Republica Populară Chineză – d. 17 august 2024, Beijing, Republica Populară Chineză) a fost un fizician chinez, membru de onoare al Academiei Române (din 1994).